# L'Étrangleur invisible
Pour plus de détails, voir Fiche technique et Distribution.
L'Étrangleur invisible (Invisible Strangler) est un film américain de John Florea, Gene Fowler Jr. et Arthur C. Pierce, sorti en 1978.

## Synopsis
Un assassin étudie le paranormal afin de s'échapper de prison et de tuer cinq femmes qui devaient témoigner contre lui, et qu'il confond avec sa mère qui a été sa première victime après qu'elle l'a abandonné enfant.

## Fiche technique
- Titre : L'Étrangleur invisible
- Titre original : Invisible Strangler
- Titre alternatif : The Astral Factor
- Réalisation : John Florea, Gene Fowler Jr. (non crédité) et Arthur C. Pierce (non crédité)
- Scénario : Arthur C. Pierce et Earle Lyon
- Photographie : Alan Stensvold
- Montage : Bud S. Isaacs
- Musique : Richard Hieronymus, Bill Marx et Alan Oldfield
- Production : Fred Jordan, Earle Lyon
- Pays d'origine : États-Unis
- Format : Couleurs - 35 mm - Mono
- Genre : science-fiction, thriller
- Durée : 85 minutes
- Date de sortie : 1er février 1978

## Distribution
- Robert Foxworth : Lt. Charles Barrett
- Stefanie Powers : Candy Barrett
- Sue Lyon : Darlene DeLong
- Mark Slade : Detective Holt
- Leslie Parrish : Colleen Hudson
- Marianna Hill : Bambi Greer
- Elke Sommer : Chris Hartman
- Percy Rodrigues : Captain Wells
- Alex Dreier : Dr. Ulmer
- Rayford Barnes : Sgt. Archer
- Frederick Tully : Detective Sloan
- Frank Ashmore : Roger Sands
- Larry Golden : Detective Rouseau
- Renata Vaselle : Roxane Raymond
- Cesare Danova : Mario
- Eddie Firestone : Jacobs
- Bill Overton : Kingsley
- Carol Blalock : Sgt. Davis
- Jennifer Burton : Policewoman
- George Cheung : Jim, Medical Examiner
- Albert Cole : Cop in Alley
- John Hart : Harbormaster
- Robert F. Hoy : Harris
- Harry Lewis : Stage Manager
- Walter O. Miles : Fingerprint Man
- Queenie Smith : Darlene's Landlady
- Al Tipay : Miller
- Frank DeSal : gardien de prison
- Troy Melton : gardien de prison
- George Robotham : gardien de cimetière
- Jerry Wills : Cop
- Budd Bryan : Lead Dancer
- Bea Marie Busch : Dancer
- Bonnie Evans : Dancer
- Kathy Gale : Dancer
- Marcia Hewitt : Dancer
- Nancy Martin : Dancer
- Judy Van Wormer : Dancer
- David McKnight : (non crédité)
- Jo Anne Meredith : Carlotta Sands (non créditée)
- Suset Moody : (non créditée)
- George Sawana : (non crédité)
- Mark Schneider : (non crédité)
- Dean Smith : (non crédité)

## Autour du film
Le film a été tourné à Los Angeles.